# Alfredo Reft
Alfredo Reft (Oxnard, 15 dicembre 1982) è un ex pallavolista e allenatore di pallavolo statunitense.
Giocava nel ruolo di libero. Allena le selezioni giovanili del Team Rockstar Volleyball Club.

## Carriera

### Pallavolista
La carriera di Alfredo Reft inizia nei tornei scolastici statunitensi, giocando per la Oxnard High School. Al termine delle scuole superiori, entra inizialmente a far parte della squadra di pallavolo maschile della University of California, Santa Barbara, impegnata nella NCAA Division I, dove gioca dal 2002 al 2003, saltando tuttavia la prima stagione; in seguito si trasferisce alla University of Hawaii at Manoa, dove gioca dal 2004 al 2006, raccogliendo anche qualche riconoscimento individuale.
Nel 2006 riceve le prime convocazioni nella nazionale statunitense, con la quale resta in collegiale per un'annata, al termine della quale si aggiudica la medaglia di bronzo alla XXIII Universiade con la selezione universitaria. Nella stagione 2007-08 firma il suo primo contratto professionistico, approdando in Montenegro, dove partecipa alla Prva liga con l'Odbojkaški klub Budvanska rivijera Budva, raggiungendo sia le finali scudetto che quella di Coppa del Montenegro; con la nazionale si aggiudica la medaglia d'oro alla Coppa Panamericana 2008.
Dopo un'altra annata in collegiale con la nazionale, culminata con la vittoria della medaglia d'argento al campionato nordamericano 2009, nella stagione 2009-10 approda in Portogallo, dove partecipa alla Primeira Divisão con lo Sport Lisboa e Benfica: anche in questo caso raggiunge sia le finali scudetto che quella di coppa nazionale. Dopo questa esperienza rientra i patria per un'altra stagione in collegiale con la nazionale, dopo la quale annuncia il proprio ritiro.
Ritorna sui suoi passi e firma un nuovo contratto all'estero nel campionato 2012-13, approdando in Francia per difendere i colori del Montpellier Agglomération Volley Université Club, in Ligue A; in seguito torna ad allenarsi a tempo pieno con la nazionale fino al 2015, quando annuncia nuovamente il proprio ritiro dalla pallavolo giocata.

### Allenatore
Dopo aver annunciato il proprio ritiro dalla pallavolo, viene ingaggiato come assistente allenatore dalla University of Minnesota, dove fa parte dello staff del suo ex allenatore in nazionale Hugh McCutcheon per la NCAA Division I 2011. Nel 2016 torna ad allenare, questa volta a livello giovanile col Team Rockstar Volleyball Club.

## Palmarès

### Nazionale (competizioni minori)
- Universiadi 2007
- Coppa Panamericana 2008

### Premi individuali
- 2005 - All-America First Team
- 2006 - All-America Second Team